# Puisieux-et-Clanlieu
Pour les articles homonymes, voir Puisieux.
Puisieux-et-Clanlieu est une commune française située dans le département de l'Aisne, en région Hauts-de-France.

## Géographie

### Localisation
- 1Carte dynamique
- 2Carte OpenStreetMap
- 3Carte topographique
- 4Carte avec les communes environnantes
- 5Entrée du village

### Hydrographie
La commune est située dans le bassin Seine-Normandie. Elle n'est drainée par aucun cours d'eau,.

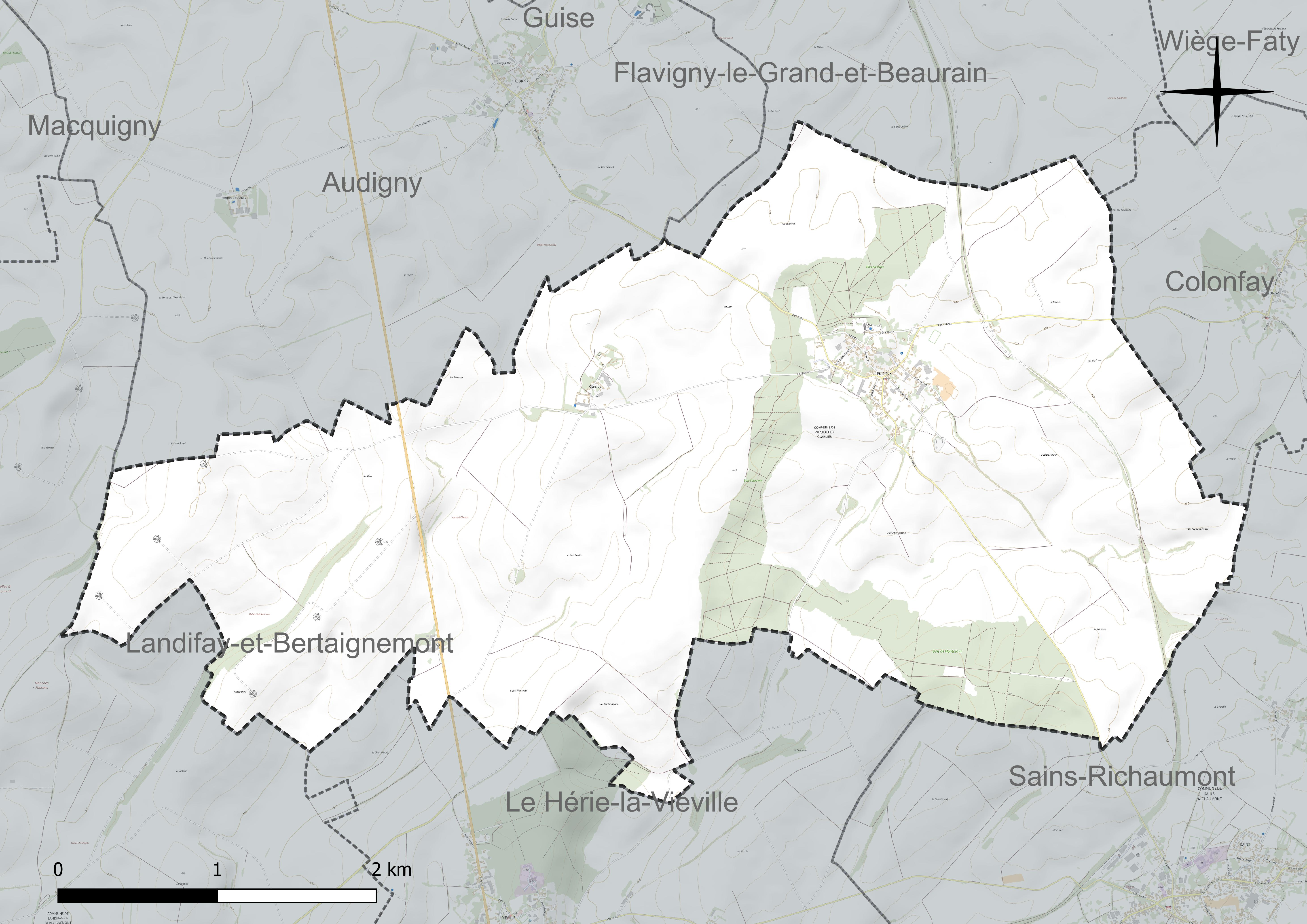
Réseau hydrographique de Puisieux-et-Clanlieu.

### Climat
Pour des articles plus généraux, voir Climat des Hauts-de-France et Climat de l'Aisne.
En 2010, le climat de la commune est de type climat océanique dégradé des plaines du Centre et du Nord, selon une étude du CNRS s'appuyant sur une série de données couvrant la période 1971-2000. En 2020, Météo-France publie une typologie des climats de la France métropolitaine dans laquelle la commune est exposée à un climat océanique altéré et est dans la région climatique Nord-est du bassin Parisien, caractérisée par un ensoleillement médiocre, une pluviométrie moyenne régulièrement répartie au cours de l'année et un hiver froid (3 °C).
Pour la période 1971-2000, la température annuelle moyenne est de 10 °C, avec une amplitude thermique annuelle de 15 °C. Le cumul annuel moyen de précipitations est de 809 mm, avec 12,3 jours de précipitations en janvier et 9,2 jours en juillet. Pour la période 1991-2020, la température moyenne annuelle observée sur la station météorologique la plus proche, située sur la commune de Fontaine-lès-Vervins à 16 km à vol d'oiseau, est de 10,5 °C et le cumul annuel moyen de précipitations est de 826,3 mm,. Pour l'avenir, les paramètres climatiques de la commune estimés pour 2050 selon différents scénarios d'émission de gaz à effet de serre sont consultables sur un site dédié publié par Météo-France en novembre 2022.

## Urbanisme

### Typologie
Au 1er janvier 2024, Puisieux-et-Clanlieu est catégorisée commune rurale à habitat dispersé, selon la nouvelle grille communale de densité à 7 niveaux définie par l'Insee en 2022.
Elle est située hors unité urbaine et hors attraction des villes,.

### Occupation des sols
L'occupation des sols de la commune, telle qu'elle ressort de la base de données européenne d'occupation biophysique des sols Corine Land Cover (CLC), est marquée par l'importance des territoires agricoles (87,2 % en 2018), une proportion identique à celle de 1990 (87,2 %). La répartition détaillée en 2018 est la suivante : 
terres arables (84,2 %), forêts (11 %), zones urbanisées (1,8 %), zones agricoles hétérogènes (1,5 %), prairies (1,4 %).
L'évolution de l'occupation des sols de la commune et de ses infrastructures peut être observée sur les différentes représentations cartographiques du territoire : la carte de Cassini (XVIIIe siècle), la carte d'état-major (1820-1866) et les cartes ou photos aériennes de l'IGN pour la période actuelle (1950 à aujourd'hui).

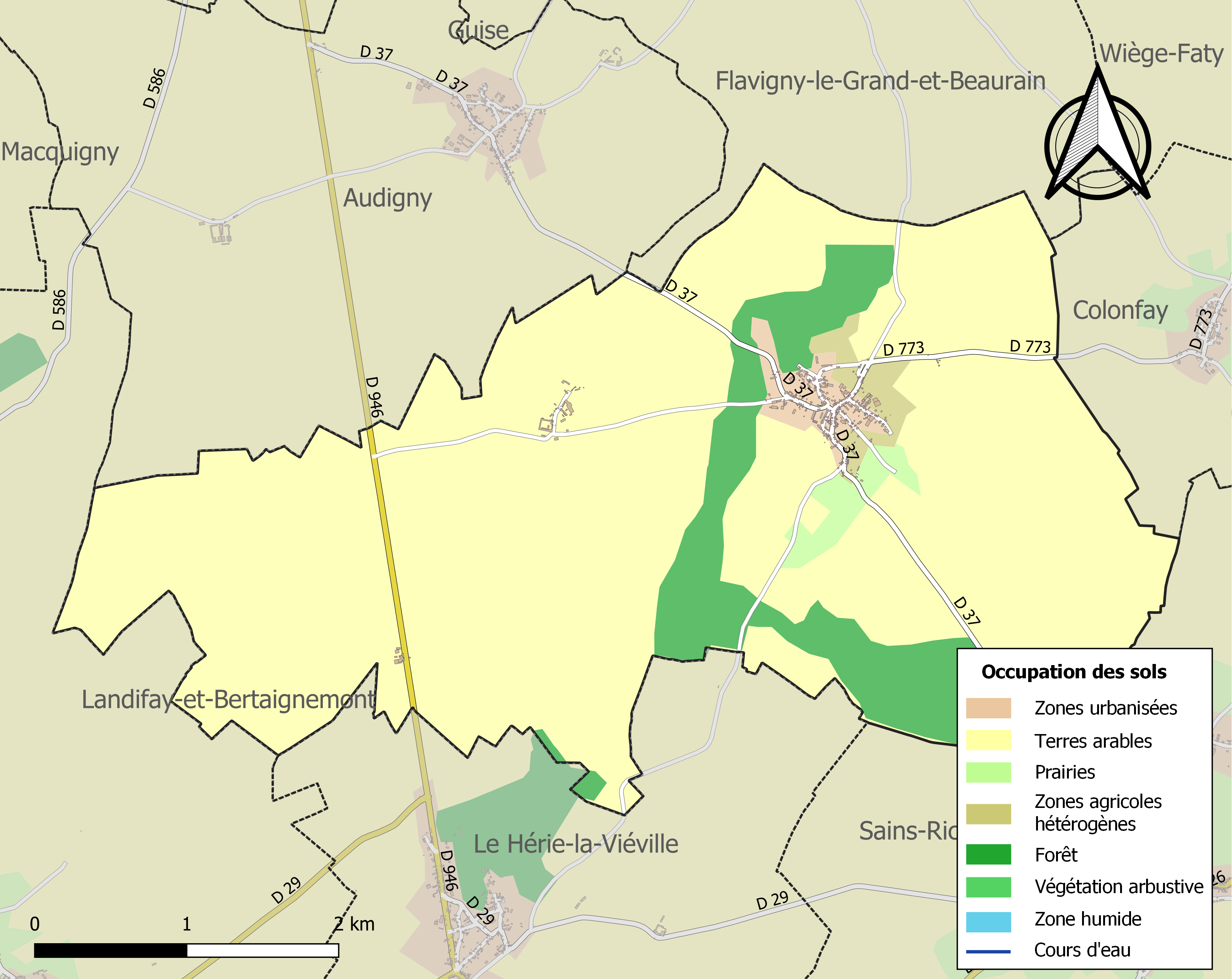
Carte de l'occupation des sols de la commune en 2018 (CLC).

## Toponymie
Le nom de la localité est attesté sous les formes Pusellis (1172) ; Puteolis (1187) ; Puteolis-in-Therasca (1261) ; Puisius (1266) ; Puiseus (1272) ; Puisiex, Puisieus (1273) ; Puisex (1297) ; Puisieux-lez-Coulonfay (1411) ; Puisieulx (1568) ; Puiseul (1609) ; Puissieux (1630) ; Puisseux (1670) ; Puissieu (1678) ; Puysieux (1745).

Du latin puteus et du diminutif -eolum au pluriel « petits puits », « troux, fosses », « gouffres, fosses très profondes », « puits d'eau vive » ou même « puits de mine ». Son sens s'est ensuite étendu au « trou creusé pour atteindre une nappe d'eau souterraine ».
Clanlieu, ancienne ferme de la commune, est attesté sous les formes Territorium de Clainliu (1160) ; Clainleu (XIIe siècle) ; Curia de Clanliu (1167) ; Clemliu (1189) ; Clainlius (1232) ; Clamleu (1235) ; Clenliu (1236) ; Clanlius (1248) ; Clanleu (1247) ; Claileu (1248) ; Court de Clainlieu-dales-Puisiex (1273) ; Claimlieu (1293) ; Clamliu (1314).

## Histoire
|  |  |  |

Carte de Cassini

La carte de Cassini ci-contre montre qu'au milieu du XVIIIè siècle, Puisieux est une paroisse avec un château dont le seigneur possède les bois situés à l'ouest, traversés par de nombreuses allées rectilignes. Ce château est aujourd'hui un gîte et chambres d'hôtes.

Clanlieu n'est à cette époque qu'une ferme appelée Grand Clanlieu qui appartenait à l'Abbaye Saint-Martin de Laon.

A l'est, il existait un moulin en bois.
Clanlieu a été une commune créée lors de la Révolution française. Le 2 juin 1819, elle fusionne avec la commune voisine de Puisieux par ordonnance et la nouvelle entité prend le nom de Puisieux-et-Clanlieu.
Un tumulus fut  fouillé anciennement sur le territoire de la commune. Des cosaques y ont été enterrés en 1814.

La commune de Clanlieu a été unie à celle de Puisieux par ordonnance royale du 2 juin 1819.

Puisieux fut une seigneurie de la famille de Fay d'Athies de 1417 à la Révolution (château).

Clanlieu, qui comptait 120 habitants en 1760 et qui était une ferme fortifiée, fut commune indépendante en 1790. Puisieux et Clanlieu fusionnèrent en 1819.
L'ancienne ligne de chemin de fer de Laon au Cateau

Puisieux a possédé une gare située sur la ligne de chemin de fer de Laon au Cateau qui a fonctionné de 1892 à 1972. Désaffectée en 1972, la gare a été transformée en habitation. (voir les horaires).

Première guerre mondiale

Le 28 août 1914, soit moins d'un mois après la déclaration de la guerre, Puisieux-et-Clanlieu est occupé par les troupes allemandes après la défaite de l'armée française lors de la bataille de Guise. Pendant toute la guerre, le village restera loin du front qui se stabilisera à environ 150 km à l'ouest aux alentours de Péronne. Pendant plus de quatre ans, les habitants vivront sous le joug des Allemands: réquisitions de logements, de matériel, de nourriture, travaux forcés. Ce n'est que le 29 octobre 1918 que les Allemands seront chassés du village par les troupes françaises.

Sur le monument aux morts sont inscrits les noms des vingt-deux soldats de Puisieux-et-Clanlieu morts pour la France.

## Politique et administration

### Découpage territorial
La commune de Puisieux-et-Clanlieu est membre de la communauté de communes de la Thiérache du Centre, un établissement public de coopération intercommunale (EPCI) à fiscalité propre créé le 31 décembre 1992 dont le siège est à La Capelle. Ce dernier est par ailleurs membre d'autres groupements intercommunaux.
Sur le plan administratif, elle est rattachée à l'arrondissement de Vervins, au département de l'Aisne et à la région Hauts-de-France. Sur le plan électoral, elle dépend du  canton de Marle pour l'élection des conseillers départementaux, depuis le redécoupage cantonal de 2014 entré en vigueur en 2015, et de la troisième circonscription de l'Aisne  pour les élections législatives, depuis le dernier découpage électoral de 2010.

### Administration municipale
| Période                                  | Période                       | Identité           | Étiquette | Qualité                                   |
| ---------------------------------------- | ----------------------------- | ------------------ | --------- | ----------------------------------------- |
| avant 1877                               | après 1877                    | Viéville           |           |                                           |
| Les données manquantes sont à compléter. |                               |                    |           |                                           |
| mars 1940                                | mars 1956                     | Christophe Laurent |           |                                           |
| Les données manquantes sont à compléter. |                               |                    |           |                                           |
| mars 1977                                | mars 2008                     | Annick Garin       | UMP       | Ancienne conseillère régionale            |
| mars 2008                                | En cours (au 20 juillet 2020) | Jean Grenier       | LR        | Commerçant Réélu pour le mandat 2020-2026 |
| Les données manquantes sont à compléter. |                               |                    |           |                                           |

## Démographie
L'évolution du nombre d'habitants est connue à travers les recensements de la population effectués dans la commune depuis 1793. Pour les communes de moins de 10 000 habitants, une enquête de recensement portant sur toute la population est réalisée tous les cinq ans, les populations de référence des années intermédiaires étant quant à elles estimées par interpolation ou extrapolation. Pour la commune, le premier recensement exhaustif entrant dans le cadre du nouveau dispositif a été réalisé en 2005.

En 2022, la commune comptait 327 habitants, en évolution de +12,37 % par rapport à 2016 (Aisne : −1,97 %, France hors Mayotte : +2,11 %).
| 1793 | 1800 | 1806 | 1821 | 1831 | 1836 | 1841 | 1846  | 1851  |
| ---- | ---- | ---- | ---- | ---- | ---- | ---- | ----- | ----- |
| 782  | 767  | 765  | 815  | 990  | 971  | 995  | 1 000 | 1 047 |

| 1856  | 1861  | 1866  | 1872 | 1876 | 1881 | 1886 | 1891 | 1896 |
| ----- | ----- | ----- | ---- | ---- | ---- | ---- | ---- | ---- |
| 1 023 | 1 023 | 1 019 | 929  | 822  | 774  | 747  | 787  | 615  |

| 1901 | 1906 | 1911 | 1921 | 1926 | 1931 | 1936 | 1946 | 1954 |
| ---- | ---- | ---- | ---- | ---- | ---- | ---- | ---- | ---- |
| 615  | 578  | 533  | 509  | 476  | 455  | 464  | 406  | 387  |

| 1962 | 1968 | 1975 | 1982 | 1990 | 1999 | 2005 | 2006 | 2010 |
| ---- | ---- | ---- | ---- | ---- | ---- | ---- | ---- | ---- |
| 358  | 340  | 322  | 301  | 288  | 299  | 292  | 291  | 296  |

| 2015 | 2020 | 2022 | - | - | - | - | - | - |
| ---- | ---- | ---- | - | - | - | - | - | - |
| 296  | 322  | 327  | - | - | - | - | - | - |

## Culture locale et patrimoine

### Lieux et monuments
- Le château de Puisieux-et-Clanlieu : propriété privée ouverte au public.
- L'église paroissiale Saint-Martin : possède une paire de vases d'autel de style néo-rocaille de la deuxième moitié du XIXe siècle.
- Église Sainte-Eugénie de Puisieux-et-Clanlieu.

### Galerie

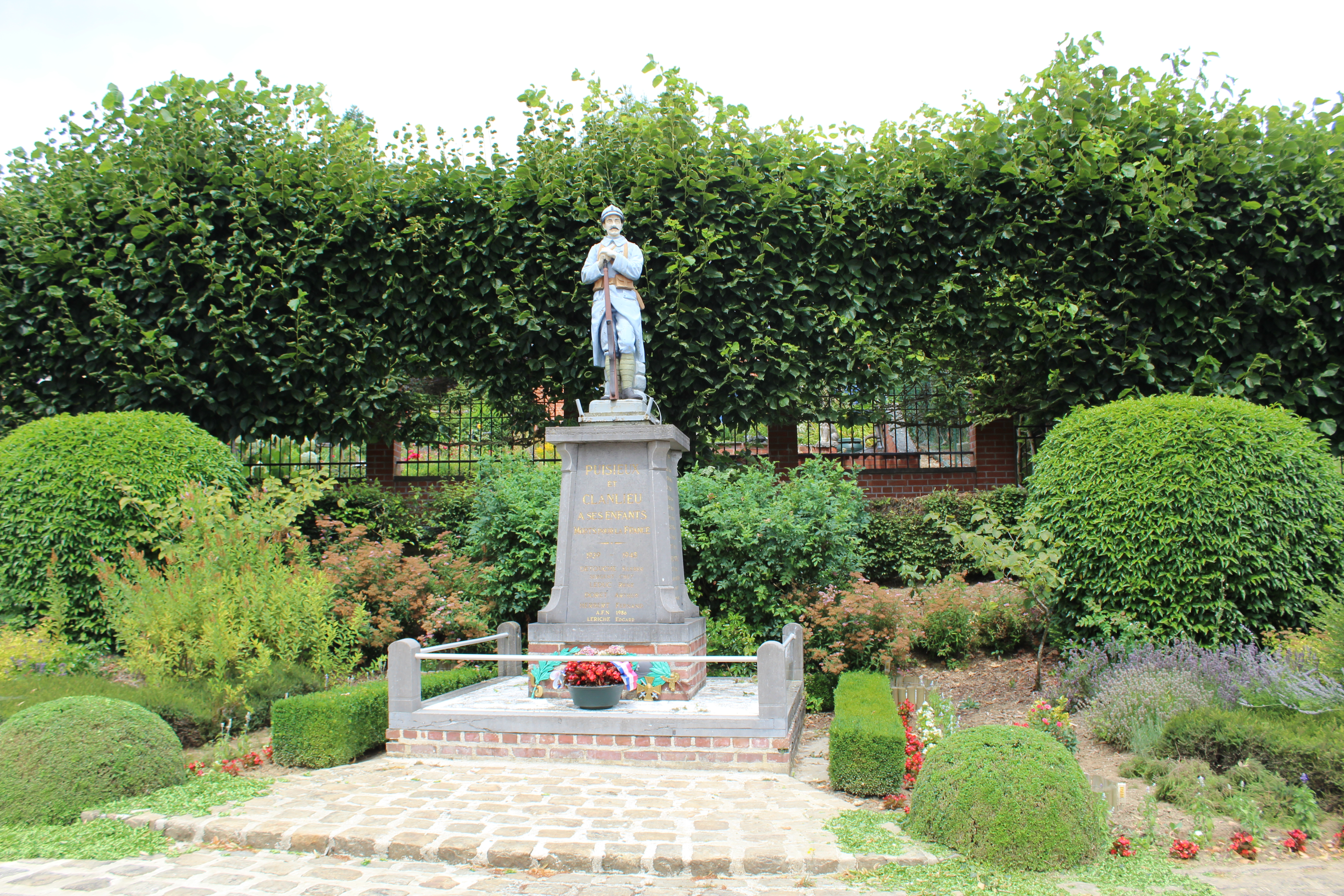
Le monument aux morts.
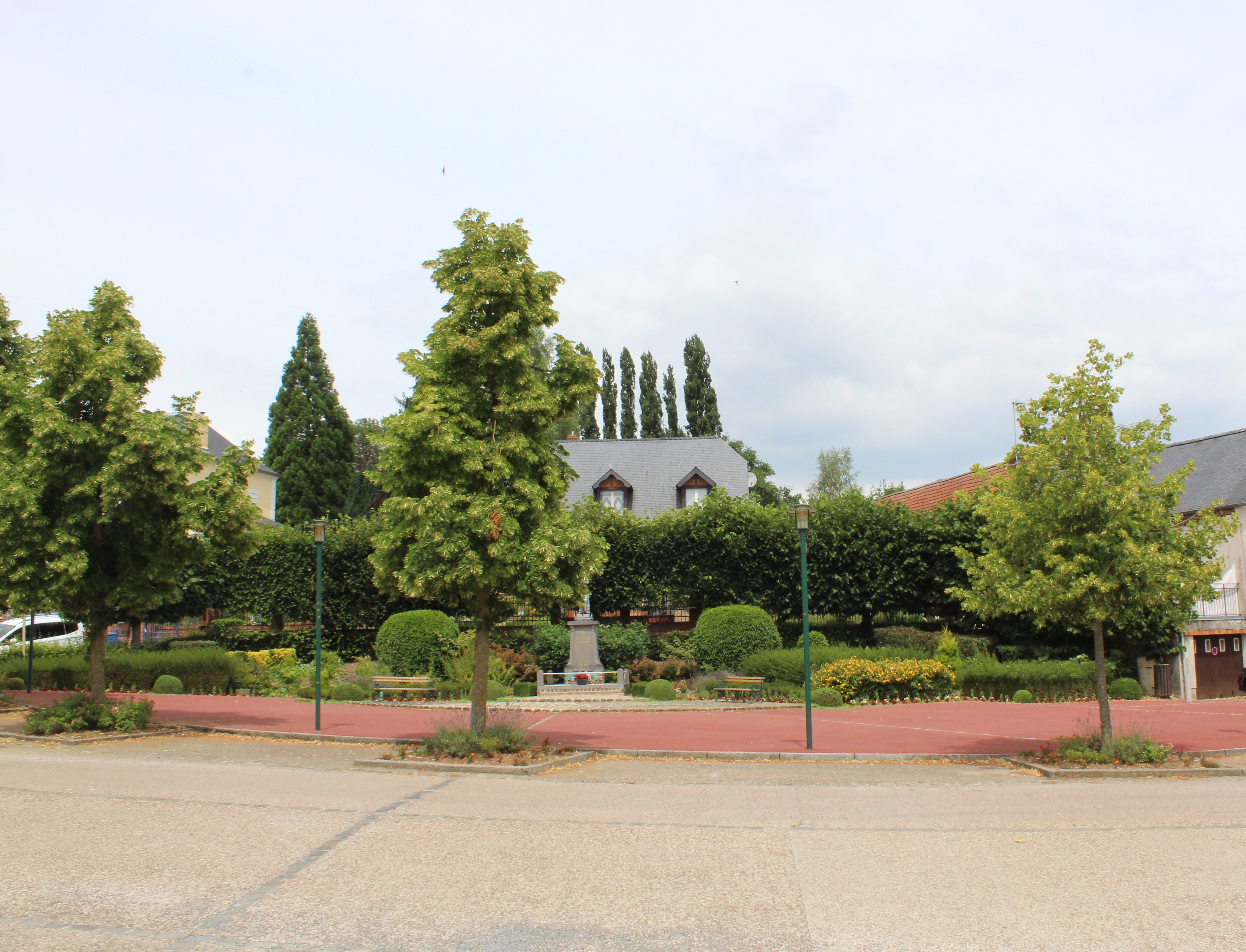
La place.
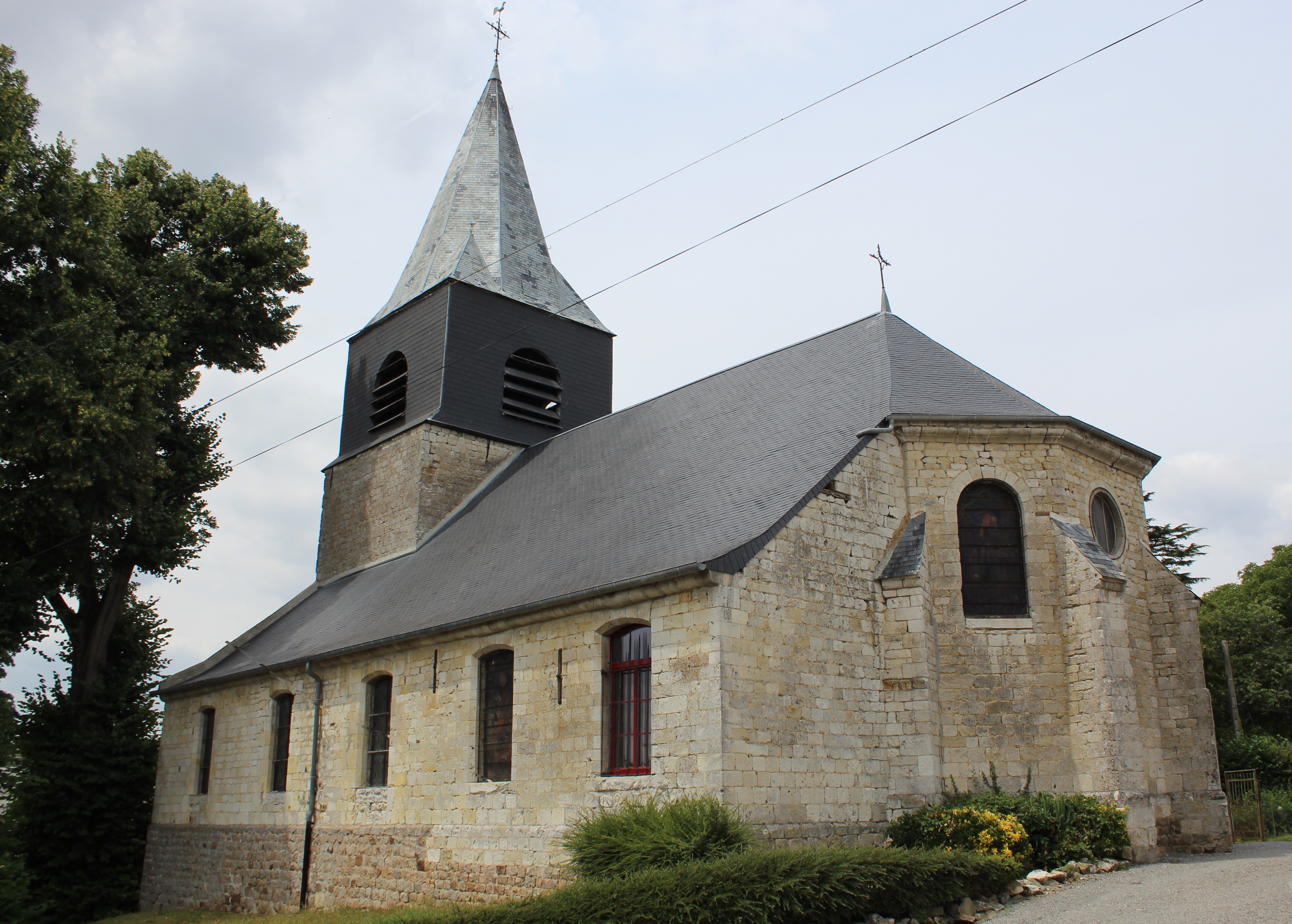
Vue latérale de l'église.
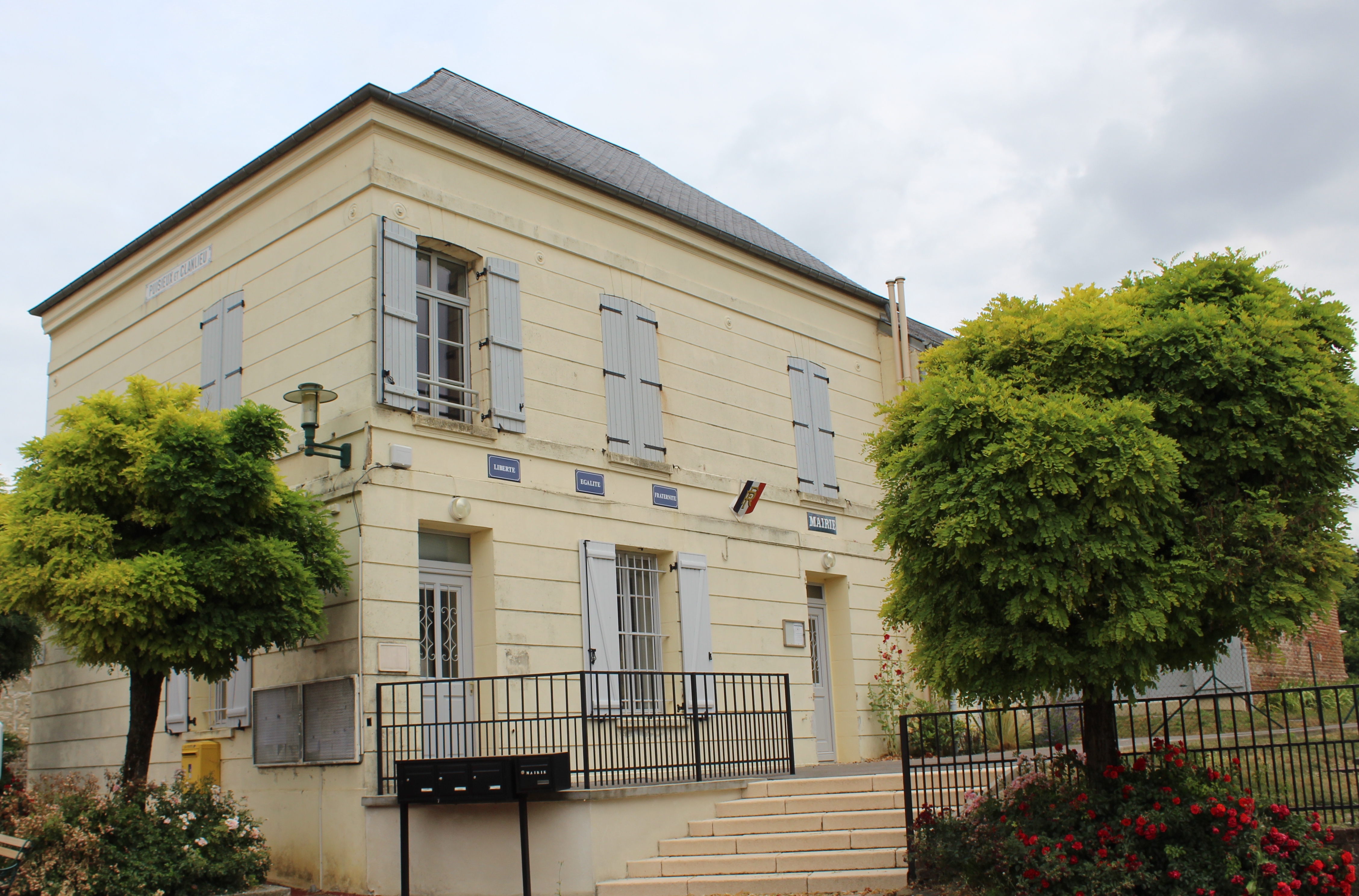
La mairie.
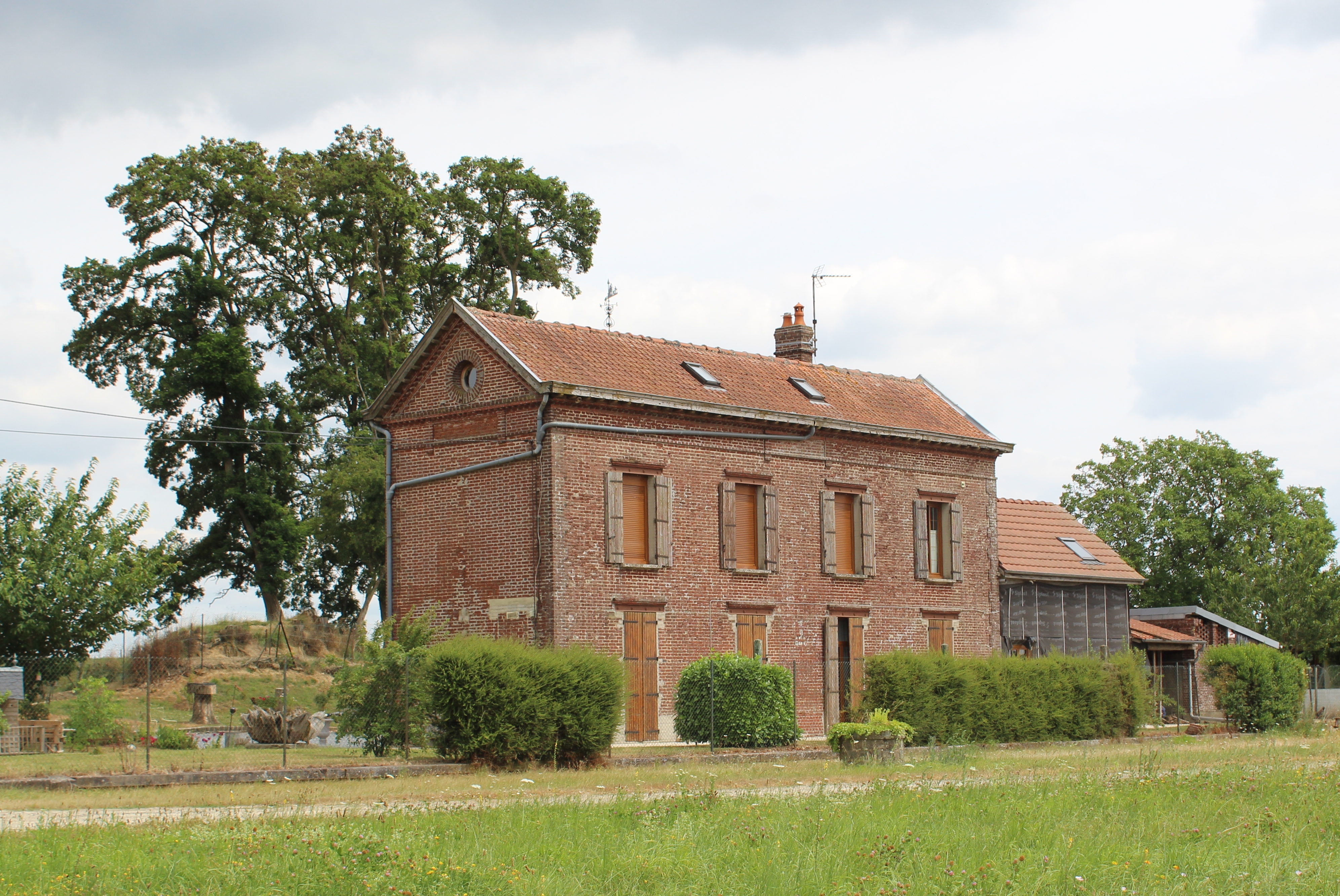
L'ancienne gare de la ligne de Laon au Cateau.

### Héraldique
| Blason de Puisieux-et-Clanlieu | Blason  | D'argent semé de fleurs de lys de sable. Ornements extérieursCroix de guerre 1914-1918                                                        |
| Blason de Puisieux-et-Clanlieu | Détails | Armoiries de la famille Fay d'Athies qui fut seigneur de la commune de 1417 à la Révolution. Le statut officiel du blason reste à déterminer. |